# Paxton's Flower Garden
Paxton's Flower Garden (abreviado Paxt. Fl. Gard.) fue una revista ilustrada con descripciones botánicas que fue editada conjuntamente en Londres por John Lindley y Joseph Paxton. Se publicó en tres volúmenes en los años 1850 - 1853.